# Arseni Alexandrowitsch Sokolow
Arseni Alexandrowitsch Sokolow (russisch Арсе́ний Алекса́ндрович Соколо́в; * 19. März 1910 in Nowonikolajewsk; † 19. Oktober 1986 in Moskau) war ein sowjetischer theoretischer Physiker.
Sokolow, der Sohn eines Lehrers, studierte ab 1927 an der Staatlichen Universität Tomsk mit dem Abschluss 1931 und wurde dort 1934 bei Pjotr Tartakowski promoviert (Kandidatentitel, Titel der Dissertation: Die Bewegung der Elektronen im Kristallgitter). Er war danach Assistent und ab 1935 Assistenzprofessor an der Universität Tomsk. 1939 zog er nach Swerdlowsk, wo er am Pädagogischen Institut und der Universität als Professor lehrte. 1942 habilitierte er sich (russischer Doktortitel) am Joffe-Institut, das damals von Leningrad nach Kasan evakuiert war. Er war ab 1945 Professor an der Lomonossow-Universität (auf Initiative von Dmitri Dmitrijewitsch Iwanenko und unterstützt von Kurtschatow), wo er 1948 bis 1954 Dekan der Physik-Fakultät war (unter seiner Leitung wurden die neuen Gebäude in den Leninhügeln errichtet) und 1966 bis 1982 Leiter der Abteilung Theoretische Physik. Außerdem war er dort Leiter der Kommunistischen Partei in der Physik-Fakultät und Sekretär der KP.
Er befasste sich mit Quantenfeldtheorie und Elementarteilchenphysik, wobei er schon 1930er Jahren eng mit Iwanenko in Fragen der Elementarteilchentheorie zusammenarbeitete und in internationalen Zeitschriften veröffentlichte. Mit Iwanenko entwickelte er die Theorie der Synchrotronstrahlung in Beschleunigern. Er arbeitete viel mit Iwanenko zusammen und mit seinem Doktoranden Igor Michailowitsch Ternow. Mit Ternow entdeckte er verschiedene relativistische Effekte an Beschleunigern, wie die Selbstpolarisation von Elektronen durch Synchrotronstrahlung in starken Magnetfeldern (Sokolov-Ternov-Effekt). Der Effekt wurde zuerst 1971 am Budker-Institut für Kernphysik in Nowosibirsk beobachtet. Außerdem sagte er 1953 mit Ternov Quantenfluktuationen von Elektronen-Bahnen in Beschleunigern vorher.
1976 erhielt er den Staatspreis der UdSSR und 1950 den Stalinpreis. 1971 wurde er Verdienter Wissenschaftler der UdSSR.

## Schriften
- mit Ternov Synchrotron Radiation, Elsevier 1969
- mit Ternov Synchrotron Radiation from relativistic electrons, American Institute of Physics 1986
- mit Ternov, V. Ch. Zhukovskii Quantum Mechanics, Imported Publ. 1986
- mit Ternov, Zhukovskii, A. V. Borisov Quantum Electrodynamics, MIR Pub., Moskau 1988
- Elementarteilchen, Wissenschaftliche Taschenbücher, Akademie Verlag 1969
- mit Ternow, Juri Michailowitsch Loskutow Quantenmechanik, Berlin, Akademie Verlag 1964
- mit D. D. Ivanenko Klassische Feldtheorie, Akademie Verlag, Berlin 1953, (russisches Original: Moskau, Leningrad 1949)
- Quantenelektrodynamik, Akademie Verlag, Berlin 1957